# علاقات الإمبراطورية الروسية الخارجية
الإمبراطورية الروسية (1721 - 1917) دول أوروبية تعد من أكبر الدول العظمى في العالم وأحد أهم اللاعبين السياسيين في أوروبا وأسيا، كان للسياسة الروسية بالغ الأثر في رسم الخريطة السياسية للعالم لاسيما في البلقان والقوقاز وأوروبا الشرقية وأسيا الوسطى.

## العلاقات مع مصر
بدأت العلاقات الدبلوماسية بين روسيا ومصر حين أصدرت الإمبراطورة كاترين الثانية عام 1784 مرسوما لتعيين فون تونوس أول قنصل روسي في الإسكندرية. في الواقع بدأت العلاقات قبل ذلك في عام 1774 بعد الحرب الروسية العثمانية حيث دخلت سفن البحرية الإمبراطورية الروسية إلى مياه البحر الأبيض المتوسط منطلقة من بحر البلطيق لمباغتة سفن مؤخرة الأسطول العثماني. في ذلك الوقت أصبحت جزيرة باروس منطقة جذب لمعارضي الإمبراطورية العثمانية ومن ضمنهم مبعوثو محمد علي باشا عام 1768 الذين توجهوا نحو القاعدة الحربية الروسية بالجزيرة. دعم الأسطول الروسي القوات المصرية في هجماتها ضد العثمانيين في عام 1773. وقعت الامبراطورية العثمانية على معاهدة كوتشوك كينارجي بعد حرب الست سنوات التي أقر بموجبها وضع قنصليات روسية ببعض المدن العثمانية ولكن على طول 10 سنوات تملص الأتراك حول هذا البند.رفرف العلم الروسي فوق مبنى القنصلية العامة الروسية في الإسكندرية في 27 يوليو 1785. اندلعت الحرب بين روسيا والعثمانيين مرة أخرى بعد سنتين. ذهب القنصل فون تونوس إلى إيطاليا لكنه عاد إلى دمياط في 1788 واختفى في 1789. أعلن عن قتله وكان السبب الرئيسي وراء ذلك هو عدم تركه ليعترف للعثمانيين تحت التعذيب عن المخططات الروسية المصرية الاستقلالية.

## العلاقات مع المغرب
بدأ اهتمام روسيا بأفريقيا والمغرب كجزء منها، منذ أيام الإمبراطور بيتر الأول وتحدد بتوجهاته نحو توسيع روسيا على المناطق الجنوبية لسواحل البحر الأسود، التي تأتي خلفها مساحات البحر الأبيض المتوسط والمحيط الأطلسي البعيد. حيث اعتمد الإمبراطور في ذلك على اعتبارات عسكرية وسياسية وتجارية. ولكن سيادة الامبراطورية العثمانية على الحدود الجنوبية لروسيا حال دون تحقيق ذلك. مرت عشرات السنين قبل أن تتمكن روسيا في سنوات حكم كاترين الثانية من التثبت على السواحل الشمالية للبحر الأسود. حينها وبالذات في الربع الأخير من القرن 18 وبواسطة ممثل السلطان محمد الثالث بن عبد الله بمدينة توسكن (إيطاليا)، تم اقامة اتصالات دائمة بين روسيا والمغرب. تبادل رئيسا الدولتين الوثائق التي عبروا فيها عن رغبتهم اقامة علاقات صداقة وعلاقات تجارية تضمن معاملة تفضيلية بينهما. لسنوات طويلة بقيت العلاقات الروسية–المغربية تتم من خلال شخصيات معتمدة من دول أوروبا الغربية، وذلك لان الاتصالات خلال البحر البيض المتوسط لم يكن ممكننا بسبب الصراع التقليدي بين روسيا وتركيا. في البدء كان وزير بلجيكا المفوض ليرعى المصالح الروسية في المغرب، بعدها في (مارس/اذار 1882) انيطت المهمة بممثل إسبانيا الدبلوماسي. وفي أكتوبر/تشرين أول عام 1897 تمت الموافقة على تاسيس قنصلية في المغرب وتعيين قنصل عام بدرجة وزير مفوض.
في مايو/ايار عام 1898 وصل بأخيراخت مبعوث الإمبراطور إلى المغرب، وبدأ نشاط الممثلية الدبلوماسية الروسية، الذي اثار الكثير من الاقاويل في اوساط السلك الدبلوماسي والقنصلي، على افتراض ارتباطه بفرنسا. اعتمدت السلطات المغربية على مساعدة ودعم روسيا وشكرت نيقولاي الثاني على فتح الممثلية الدبلوماسية الروسية في طنجة. وللتعبير عن امتنانهم لنواياه الطيبة تجاه مملكة الاشراف، قرر السلطان في أبريل/نيسان عام 1901 إرسال بعثة دبلوماسية طارئة إلى روسيا البعيدة برئاسة وزير الخارجية سيدي عبد الكريم بن سليمان. وباخذ بالاعتبار ارتباط المغرب بدول أوروبا الغربية، اوفد السلطان بعثات مماثلة إلى باريس ولندن وبرلين. وصلت البعثة المغربية إلى سانت بطرسبرغ في 20 يوليو/تموز، وفي اليوم التالي طلب رئيس البعثة وزير الخارجية سيدي عبد الكريم بن سليمان عن طريق وزير الخارجية الروسي رسميا مقابلة نيكولاي الثاني، لكي يسلمه رسالة شخصية من السلطان عبد العزيز، وتمت المقابلة في 24 يوليو/تموز. اثار التواجد الروسي في المغرب ردود فعل بين السكان المحليين بين حب الاطلاع والتعجب. وظهر ذلك للمرة الأولى في نوفمبر/تشرين ثاني عام 1899 عندما دخلت السفينة الروسية المدرعة «بيتروبافلوفسك» ميناء طنجة، حيث عرض قائدها على الراغبين الصعود على ظهر السفينة لمشاهدتها. خلال ثلاثة أيام زار السفينة 300 مغربي، ومعظمهم جاء من المحافظات الداخلية للمغرب. واشار بأخيراخت في تقريره إلى وزارة الخارجية إلى تقييمه الإيجابي لهذا العمل وانه انتشرت في المغرب شائعات عن قوة روسيا ورحابة صدر وكرم البحارة الروس، وحسب قوله فان المغاربة اخذهم العجب بالكامل لانه لم يسبق ان دللتهم قيادة اجنبية أخرى. كما أن وجود بعض التتار الذين لهم نفس المعتقد، سهل التحدث معهم وازاد من تعجبهم.
في الفترة بين أكتوبر/تشرين أول – ونوفمبر/تشرين ثاني عام 1904 دخلت ميناء طنجة ثلاثة قطعات حربية من اسطول المحيط الهادئ الثاني، المتجه إلى الشرق الأقصى للمشاركة في الحرب مع اليابان. وقام قادة هذه القطعات بزيارة ممثل السلطان، الذي في اجابته على سؤال كيف يوفق بين قواعد الحياد ووجود الاسطول الحربي الروسي في طنجة، ان المغرب يربطه بروسيا اتفاقيات، وهم اصدقاء وليس هناك حسب رأيه ما يمنع توقفها وتزويدها بما هو ضروري في موانئ السلطان. اما ما يتعلق بالسكان المحليين وتحسسهم من تواجد السفن الحربية الاجنبية في المياه الإقليمية للمغرب، فحسب تقييم بأخيراخت استقبلوا الممثلين الروس بمودة. في عام 1905 نشبت أول ازمة مغربية بسبب المنافسة بين دول أوروبا الغربية على مناطق النفوذ في أفريقيا ومن ضمنها المغرب. ولاجل حل الخلافات انعقد مؤتمر الجزيرة الخضراء الدولي. في هذا الوقت ضعف تأثير الامبراطورية الروسية بشكل ملموس على الاحداث الدولية ومنها شمال أفريقيا نتيجة اندحارها في حربها مع اليابان في اعوام 1904- 1905. ولكنها تمسكت بموقفها حول استقلال المغرب والمحافظة على وحدة اراضيه، ومساواة حقوق الدول الاجنبية في هذا البلد. في نفس الوقت عندما طرح وزير الخارجية الكساندر ازفولسكي هذا الموضوع على نيقولاي الثاني، اشار إلى عدم جدوى تحويل القنصلية العامة في طنجة إلى بعثة دبلوماسية مضيفا بأنه عندما يقوم السلك الدبلوماسي باي فعاليات مقررة في مؤتمر الجزيرة الخضراء لم تظهر أي شكوك أو سوء فهم لصلاحيات الممثلية الروسية لكون المكلف بها وزير مفوض وليس سفير. ولتحاشي صرف مبالغ اضافية اقترح الاكتفاء بمنح بوتكين درجة سفير فوق العادة ووزير مفوض فقط وهو ما تم فعله.
فسحت قرارات مؤتمر الجزيرة الخضراء المجال امام فرنسا التي لا فقط توغلت بنشاط في المغرب بل احتلت اجزاء من اراضيه مما اثار عدم رضى ألمانيا. ادت المنافسة الألمانية الفرنسية في المغرب إلى ما يسمى حادث الدار البيضاء (1908-1909). وقفت روسيا في صراع الدولتين العظيمتين إلى جانب فرنسا واستجابة لرغبة فرنسا قررت الحكومة الروسية في مايو/ايار عام 1910 تحويل قنصليتها العامة إلى بعثة دبلوماسية إلا أن المبالغ المخصصة بقيت على مستواها السابق. مما اثارغضب بوتكين ومع ذلك لم يتمكن من الحصول على مبالغ اضافية. إضافة إلى حصول تغير في السياسة العامة للامبراطورية الروسية في المغرب حيث تقرر تبديل وكلاء القناصل الروس بقناصل فرنسيين الذين كان من واجبهم رعاية مصالح المواطنين الروس في هذا البلد. ادت هذه السياسة إلى اضعاف دور الدبلوماسية الروسية في المغرب.وفي يوليو/تموز- أغسطس/اب عام 1910 عين السلطان عبد الحفيظ، الحاج محمد الموكري ذو الاتجاه الفرنسي وزيرا أول وكلفه بوزارة الخارجية والمالية والعلاقات الاجتماعية، كان هذا بداية لاضعاف موقف روسيا في البلد.
في عام 1911 عاش المغرب ازمة ثانية والتي كان أساسها تضارب مصالح فرنسا وألمانيا. وانجز اراضي البلاد في عام 1912 بعد توقيع اتفاق الفاس المتضمن الحماية الفرنسية للمغرب ومعاهدة تقسيم مناطق النفوذ في السلطنة بين فرنسا وإسبانيا. ومنذ عام 1912 كانت العلاقات الروسية – المغربية تسير من خلال باريس اومدريد اعتمادا على ذلك كان من الطبيعي ان يغادر (مارس/اذارعام 1912) بوتكين طنجة.وفي فبراير/شباط عام 1913 حولت البعثة الدبلوماسية الروسية إلى قنصلية دبلوماسية عامة. ورفض روسيا في فبراير/شباط عام 1914 لنظام الاستسلام في المغرب والذي عمليا لم تستخدمه. وبسبب الحرب العالمية الأولى وثورة أكتوبر في روسيا والحرب العالمية الثانية انقطعت العلاقة المباشرة بين البلدين لفترة زمنية طويلة والتي اعيدت وتطورت في الخمسينات ولكن بين الاتحاد السوفيتي والمملكة المغربية.

## العلاقات مع الإمبراطورية العثمانية
بدأت العلاقات بين الإمبراطورية الروسية والإمبراطورية العثمانية في 1568 حينما ساندت هذه الأخيرة الكيانات التركية والإسلامية في روسيا (خانية القرم وخانية استراخان...) مما أدى إلى حدوث صراع بين الإمبراطوريتين. وفي المقابل ساندت روسيا الأقليات المسيحية والسلافية في الإمبراطورية العثمانية للثورة ضد الحكم القائم. روسيا لم تكن دائما تريد تقسيم الدولة العثمانية، خشية ان يؤدي هذا إلى تقوية الإمبراطورية النمساوية. في نهاية المطاف، فإن الرغبة في المرور الحر عبر مضيق البوسفور والشعور القومي السلافي في الداخل دفع روسيا في هذا الاتجاه، مما أدى إلى تدخل حاسم في الحرب الروسية العثمانية (1877-1878). تواجهت الإمبراطوريتان للمرة الأخيرة خلال الحرب العالمية الأولى. بحلول نهاية الحرب أسقطت الإمبراطوريتان.

## العلاقات مع الدولة القاجارية
لم تكن العلاقات بين الدولتين جيدة، وكانت أسباب النزاع دينية من جهة وسياسية من جهة أخرى فقد كانت الإمبراطورية الروسية تريد إيجاد منفذ للمحيظ الهندي وإلى شبه القارة الهندية. وقد ظهر الخلاف واضحا في عدة مرات، فقد قامت الإمبراطورية الروسية بالتوغل حتى إقليم طبرستان وذلك في عهد بطرس الأكبر عام 1732 واحتفظات بها لتسع سنوات قبل أن تفقدها مجددا، وقد احتلت أقاليم القوقاز بما فيها أذربيجان في العمليات التي استمرت بين عامي 1805-1814، كما أنها احتلت أقاليم آسيا الوسطى في منتصف القرن التاسع عشر، ورغم أن عمليات الغزو العسكري توقفت فيما بعد إلا أن دائرة نفوذها امتدت إلى داخل إيران.

## العلاقات مع فرنسا
أقيمت العلاقات الدبلوماسية بين الإمبراطورية الروسية وفرنسا في عام 1717 عندما قدم أول سفير لروسيا لدى فرنسا أوراق اعتماده الموقعة من قبل بطرس الأكبر.
أثارت الثورة الفرنسية سنة 1787 صدى واسعا بين طبقة المثقفين الروس حيث أعلن الكثير منهم مساندتهم لثورة مماثلة في روسيا. ومن جهة أخرى دعت الإمبراطورة كاترين الثانية إلى التحالف ضد فرنسا لتهديد هاجس الثورة لكل الأنظمة الملكية في أوروبا رغم أنها كانت معجبة بأفكار المصلحين الفرنسيين وكانت لها مراسلات مع فولتير وديدرو عبرت فيها عن مساندتها «للاستبداد المستنير» الذي يقضي بكون الملك عادلا وحكيما ومتعلما. يمكن القول أن فولتير لم يكن أديبا فقط بل مستشارا سياسيا للإمبراطورة. عند وفاة فولتير اشترت كاترين مكتبته بكاملها والتي أصبحت علامة للعلاقات بين روسيا وفرنسا.
تميز القرن الثامن عشر والقرون التالية في روسيا بولع بأي شيء فرنسي: الموسيقى والأدب والملابس وغيرها، وحتى اللغة الفرنسية التي أصبحت تستخدم للتفاهم بين المثقفين واللغة الأم للعديد من أسر النبلاء. ولم يكن الإمبراطور ألكسندر الأول بعيدا عن هذه الظاهرة حيث كان من المعجبين بالثقافة الفرنسية ومن المعجبين جدا بعبقرية نابليون.رغم أن ذلك لم يمنع الإمبراطور الفرنسي بغزو روسيا سنة 1812. كانت نهاية هذه العملية هزيمة للقوات الفرنسية ودخول القوات الروسية باريس.
أصبح الحلف السياسي والعسكري الموقع عام 1891 بين روسيا وفرنسا قمة التطور في العلاقات بين البلدين. حيث تضمن الحلف بنوذا تنص على المساعدة المتبادلة في حالة قيام الإمبراطورية الألمانية أو الإمبراطورية النمساوية المجرية بالهجوم على روسيا أو فرنسا. وأصبح جسر ألكسندر الثالث المقام على نهر السين في فرنسا الذي بناه نيكولاي الثاني سنة 1896 وجسر ترويتسكي على نهر نيفا في سانت بطرسبورغ الذي صممه الفرنسيون واللذان أكمل بنائهما في نفس الوقت رمزا للصداقة الروسية الفرنسية والتقارب السياسي والثقافي بين البلدين.
سبق قيام الحرب العالمية الأولى تأسيس حلف الوفاق الذي ضم بريطانيا وفرنسا وروسيا والصين. ومنذ عام 1914 حاربت القوات الفرنسية والروسية جنبا إلى جنب ضد الإمبراطورية الألمانية والإمبراطورية النمساوية المجرية وحلفائهما. وبعد ثورة 1917 خرجت روسيا من الحرب ولكن قرر 4400 متطوع روسي القتال إلى جانب القوات الفرنسية والمقدونية. انتهت الحرب العالمية الأولى بانتصار قوات التحالف التي قررت اجتياح أراضي الجمهورية السوفيتية الفتية بهدف إعادة النظام الملكي. وفي عام 1919 نادى كليمانصو الدول الأخرى للمشاركة في فرض الحصار على روسيا السوفيتية وعقد الجنرال الفرنسي جانين اتفاقا مع الكسندر كولتشاك الذي قاد المقاومة ضد السلطة السوفيتية وأصبح قائدا لقوات التحالف في منطقة الشرق الأقصى وسيبيريا. وفي جنوب روسيا كان جيش دينيكين قد حصل على مساعدات عينية ومادية من هذه الدول ومن ضمنها فرنسا التي ساندت بقوة القوات الفنلندية والبولندية في صراعها مع روسيا السوفيتية.
بعد قيام ثورة أكتوبر عام 1917 وانتهاء الحرب الأهلية الروسية هاجر حوالي 400 ألف مثقف من روسيا إلى فرنسا حيث أصبحوا جزء من الحياة الثقافية والسياسية والعسكرية الفرنسية.

## العلاقات مع إسبانيا
يبدأ تاريخ العلاقات الدبلوماسية بين روسيا وإسبانيا منذ عام 1517، حين بعث كارل الخامس امبراطور الامبراطورية الرومانية المقدسة برسالة رسمية إلى الأمير إيفان الثالث والد إيفان الرهيب وأحاطه علما بانه قد تولى العرش الأسباني وعرض عليه تطوير وتعزيز العلاقات الطيبة بين البلدين ولم تكون العلاقات دائمة. تغيرت الأوضاع في القرن الثامن عشر حين توطدت اركان دولة بطرس الأكبر الروسية، وصارت من عام إلى آخر تبرز بثقة بصفتها عاملا مؤثرا في السياسة الدولية. أدت عملية تحديث كافة اوجه الحياة إلى تنامي النشاط السياسي الخارجي بشكل لا مثيل له، الامر الذي تطلب إجراء تغيير جذري في طرق عمل السلك الدبلوماسي الروسي وهذا ما حدث. في عام 1717 بدأت المراسلات بين سانت بطرسبورغ ومدريد في موضوع إقامة العلاقات الدبلوماسية. واتخذ بطرس الأكبر في عام 1722 قرارا بتوجيه الأمير سيرغي غوليتسين إلى إسبانيا بصفته أول ممثل دائم لروسيا لدى بلاط مدريد. واطلقت على وظيفته تسمية «المبعوث فوق العادة والوزير المفوض». وفي عام 1731 تم استدعاء المبعوث الروسي ايفان شيرباتوف من إسبانيا إلى بطرسبورغ، تعبيرا عن عدم رضا الحكومة الروسية عن تحالف الملك الأسباني فيليب الخامس مع فرنسا وبريطانيا ضد الإمبراطور النمساوي كارل السادس الذي كان آنذاك حليفا لروسيا. وعلى إثر ذلك تم استدعاء المبعوث الأسباني من موسكو. وانقطعت العلاقات بين البلدين لمدة عدة عقود من السنين بذريعة شكلية هي رفض العاهل الأسباني ذكر لقب الإمبراطور في رسائله الموجهة إلى القيصر الروسي. وأعطى تولي الملك كارل الثالث العرش الأسباني في عام 1759 دفعة جديدة للعلاقات الروسية الأسبانية. وتزوج الملك الجديد من الأميرة ماريا أماليا ابنة الملك البولندي أغسطس الثالث. وبفضل وجود العلاقات العائلية أصبح من الممكن حل مسألة الاعتراف بلقب القياصرة الروس. وكانت روسيا حينذاك من أقوى الدول الأوروبية من الناحية العسكرية.وغدت ضمانا لوجود السلالة السكسونية في العرش البولندي.
وبعد مرور 40 سنة انبثقت مشاكل أخرى في العلاقات بين البلدين. فقد وقع الإمبراطور باول الأول في 15 يوليو/تموز عام 1799 مرسوما يقضي بإعلان الحرب على إسبانيا. وسبقت اعلان الحرب اتهامات وجهت ضد الحكومة الأسبانية بشأن انصياع الحكومة الملكية هناك للنظام الثوري الفرنسي «الفوضوي وغير القانوني» الذي كان يواجهه آنذاك تحالف الملوك والقياصرة الأوروبيين. ونص المرسوم على مصادرة جميع السفن التجارية الأسبانية المتواجدة في الموانئ الروسية، كما سمح لقادة الجيوش والاساطيل الروسية بالبدء في شن عمليات حربية ضد رعايا الملك الأسباني. ولم يكن التوجه الأسباني الموالي لفرنسا بحد ذاته مبررا لتفاقم العلاقات الثنائية. فثمة أمر آخر لا يقل اهمية زاد من حدة العلاقات بين البلدين. إذ حدث في يوم 27 أكتوبر من ذلك العام ان اصدر فرسان اخوية مالطا الرهبانية في بطرسبورغ بيانا يعلَن بموجبه الإمبراطور بافل الأول الراعي الأكبر للاخوية الرهبانية، فقبل باول الأول هذا اللقب، ثم اعترفت به جميع الحكومات الأوروبية العلمانية. إلا أن بابا روما بيوسْ السادس الذي كان من صلاحياته المصادقة على المرشح لنيل لقب راعي الاخوية الرهبانية الجديد اتخذ موقفا مزدوجا. وكان البابا يدرك ان بوسع بافل انقاذ الاخوية الرهبانية من الزوال بتوليه لرعايته من جهة، ولم يستطع العرش المقدس تسليم إدارة هذه الاخوية الكاثوليكية للقيصر الأرثوذكسي من جهة أخرى. وبهذا السبب فان الفاتيكان لم يصادق رسميا على اللقب الجديد للإمبراطور الروسي بل ألمح إلى انه يمكن ان يوافق على وضعه «كأمر واقع». وكانت فرنسا وإسبانيا الدولتين الاوروبيتين الوحيدتين اللتين تخلتا بحزم عن الاعتراف ببافل بصفته الراعي الأكبر لأخوية مالطا الرهبانية.
بدأ الوضع السياسي العسكري يتغير في أوروبا بحلول عام 1799 ونسيت بطرسبرغ إسبانيا لفترة ما. وفي خريف عام 1801 فقط تم توقيع معاهدة السلام بين البلدين والتي وضعت حدا للحرب بينهما.علما انها لم تنشب اصلا. حدث توقف آخر في العلاقات بين البلدين في الفترة ما بين عام 1833 وعام 1856، وذلك بسبب رفض الحكومة الروسية الاعتراف بشرعية الملكة الصغيرة السن ايزابيلا الثانية التي كانت تحكم البلاد بوصاية الملكة الارملة ماريا كريستينا. ومنذ النصف الثاني للقرن التاسع عشر حتى قيام الثورة في روسيا عام 1917 شهدت العلاقات الروسية الأسبانية تطورا تدريجيا وهادئا. وانتهت هذه المرحلة في مطلع عام 1918 حين غادرت البعثة الدبلوماسية الأسبانية بطرسبورغ.

## العلاقات مع الامبراطورية البريطانية

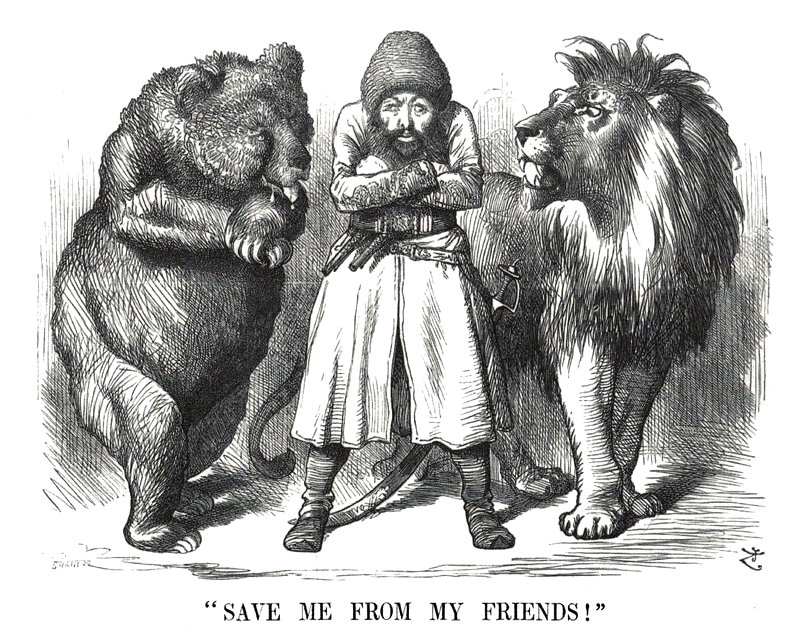
روسيا ممثلة بدب وبريطانيا ممثلة بأسد تحاول الانقضاض على أفغاني في اللعبة الكبرى.

كان للامبراطورية البريطانية علاقات قوية بالإمبراطورية الروسية بعد تولي بطرس الأكبر الحكم وحتى سقوط الامبراطورية. في عدة حروب تلاقت الإمبراطوريتان إما حليفتين كمن في حرب الخلافة النمساوية (1740-1748) أو عدوتين كما في حرب السنوات السبع (1756-1763). وحدت الحروب الثورية الفرنسية بريطانيا الدستورية وروسيا الأوتوقراطية أيدولوجيا ضد الفكر الجمهوري الفرنسي. حاولت الإمبراطوريتان معا وقف فرنسا لكنهما فشلتا في غزو مشترك للأراضي المنخفضة في 1799. احتلت بريطانيا مالطا بينما أصبح باول الأول قائد فرسان القديس يوحنا مما أدى إلى عدم تطبيق المشروع الفرنسي الروسي ضد المستعمرات البريطانية في الهند.
تواجهت الإمبراطوريتان في الحرب الإنجليزية الروسية واتحدتا ضد نابليون في الحروب النابوليونية. أصبحت المسألة الشرقية ومصير الامبراطورية العثمانية محط أنظار روسيا وبريطانيا وتدخلتا في حرب استقلال اليونان (1821-1829) وأجبرا المتنازعين على توقيع معاهدة لندن. لم تحل قضايا الامبراطورية العثمانية بعد وبدأت حرب القرم بتحالف فرنسا وبريطانيا والعثمانيين ضد روسيا.
تطور التنافس بين بريطانيا وروسيا على آسيا الوسطى في اللعبة الكبرى في أواخر القرن 19 حيث طمحت روسيا ولوج المياه الدافئة في المحيط الهندي بينما أرادت بريطانيا منع القوات اروسية من أخذ موقع متقدم لمحاولة الهجوم على الهند. أدى حادث باندجي إلى حالة حرب في 1885. ومع ذلك حدث تعاون في آسيا وخصوصا في ثورة الملاكمين (1899-1901). في أكتوبر 1905 هاجم أسطول مستنكلي الروسي على قوارب صيد بريطانية فبدؤوا الاستعداد للحرب ة هذا شمل استعدا عدد من الغواصات للهجوم على الاسطول. أدى الوفاق الروسي الإنجليزي إلى اتحاد الامبراطوريتين في اطار الوفاق الثلاثي ضمن قوات الحلفاء ضد دول المحور المركزي في الحرب العالمية الأولى.

## العلاقات مع السويد
كانت العلاقات بين الإمبراطورية الروسية والسويد مؤججة بالحروب والنزاعات والنتافس. تحاربت الدولتان في 11 حربا من 1400 حتى 1809. في الحرب الشمالية العظمى أرسل السجناء السويديون بأعداد كبيرة نحو سيبيريا. حيث شكلوا 25 % من ساكنة توبولسك عاصمة سيبيريا وبعضهم استقر حتى موته. كانت إستونيا تحت الحكم السويدي في 1558-1710 لكن في 1721 أخذت روسيا الحكم. كل الإستونيين-السويديين في جزيرة هيوما أجبروا على الهجرة إلى روسيا الجديدة (الواقعة في أوكرانيا حاليا) بأمر من كاترين الثانية حيث شكلوا قرية خاصة بهم. بعد انتهاء آخر حرب سويدية روسية، دخلت فنلندا في الحكم الروسي ولم تنل استقلالها حتى 1917.

## العلاقات مع هولندا
يدل بعض المنابع على ان تاريخ العلاقات التجارية بين روسيا وهولندا يعود إلى القرنين العاشر والحادي عشر الميلاديين. اما العلاقات المنتظمة فاقيمت بين البلدين في أواخر القرن السادس عشر–مطلع القرن السابع عشر حين نال التجار الهولنديون حق ممارسة التجارة الحرة في الأراضي الروسية. وبدأ تبادل البعثات المؤقتة بين البلدين منذ عام 1646، وفي عام 1660 وجهت روسيا إلى هولندا سفيرا دائما لها. وترتبط المرحلة الجديدة في تطورالعلاقات بين البلدين بزيارتين قام بهما القيصر الروسي بطرس الأول إلى هولندا في عامي 1697 و1716. وفي عام 1699 اقامت روسيا ممثليتها الدبلوماسية الدائمة في هولندا. اما الهولنديون فكانوا يعملون في روسيا على البناء والتجارة وتدريس الطلبة.
في عام 1799 حقق الاسطول الروسي انزالا بحريا في مدينة بيرغن الهولندية وحررها من احتلال نابليون. ونصب الهولنديون ذكرىً على ذلك في هذه المدينة تمثالا للبحارة الروس أطلق عليه اهالي المدينة تسمية «الصليب الروسي». كما يتذكر الهولنديون بشكر بالغ ان القوات الروسية شاركت في تحرير البلاد من قوات نابليون عام 1813. وفي عام 1814 زار هولندا الإمبراطور ألكسندر الأول الذي لعب دورا هاما في استعادة سيادة هذه الدولة. ووقعت في شهر سبتمبر عام 1846 بين روسيا وهولندا اتفاقية التجارة والملاحة التي اثبتت لأول مرة بشكل قانوني مبدأ الأفضلية القصوى في العلاقات التجارية.
وفي عام 1899 عقد في مدينة لاهاي العاصمة الهولندية الثانية بمبادرة من الإمبراطور نيكولاي الثاني وبمشاركة روسيا النشيطة المؤتمر الدولي في موضوع الحل السلمي للنزاعات الدولية والتخفيف من ضراوة الطرق تلجأ إليها العمليات الحربية. وقد وُضعت في هذا المؤتمر اسس للقانون الدولي المعاصر.
بعد قيام ثورة عام 1917 في روسيا انكمشت العلاقات السياسية بين الدولتين. لكن العلاقات التجارية كانت ما زالت قائمة.

## العلاقات مع الولايات المتحدة
بدأت العلاقات بين الولايات المتحدة والإمبراطورية الروسية في العام 1776، عندما أعلنت الولايات المتحدة استقلالها عن الامبراطورية البريطانية، وأصبحت دولة. وقعت الاتصالات بين الأميركيين والروس حيث في 1698، اجتمع بطرس الكبير ووليم بين في لندن وفي عام 1763 رست سفينة تاجر من بوسطن في ميناء كرونشتادت بعد رحلة مباشرة عبر المحيط الأطلسي. خلال القرن 19، الحدود الروسية والاميركية اجتمعت في ألاسكا. خلال الحرب الأهلية الأمريكية كانت روسيا واحدة من القوى الأوروبية القليلة التي قدمت الدعم الكامل للاتحاد. هذا كان الدافع بين فتور علاقات فرنسا وبريطانيا مع روسيا والأمل في دعم الولايات الكونفدرالية الأمريكية. بحثت فرنسا وبريطانيا الحرب مع روسيا في ذلك الوقت على تصرفات هذه الأخير في مضيق البوسفور. نتيجة لذلك، خلال شتاء 1861-1862، أرسلت قوات البحرية الإمبراطورية الروسية اثنين من الأساطيل البحرية للانضمام إلى الاتحاد، لعدم تركهما عالقين في الثلج، وبالتالي تتجمد لاستخدامها المحتمل ضد القوات الفرنسية والبريطانية.
في عام 1867، تم شراء آلاسكا الروسية من قبل الولايات المتحدة. ادعت الولايات المتحدة ملكية جزر هيرالد وبينيت وجانيت وهنرييتا في عام 1881. في عام 1900، كانت الولايات المتحدة وروسيا حليفتين خلال ثورة الملاكمين. هزم المتمردين البوكسر سلالة تشينغ. وكانت روسيا قد احتلت منشوريا في هذا الوقت. خلال الحرب العالمية الأولى، تحالفت الولايات المتحدة مع روسيا في عام 1917.

## بعثاث دبلوماسية وسفارات للإمبراطورية الروسية
| الدولة                         | النوع        | المدينة        |
| ------------------------------ | ------------ | -------------- |
| بلاد الحبشة                    | بعثة         | أديس أبابا     |
| الإمبراطورية النمساوية المجرية | سفارة        | فيينا          |
| الولايات المتحدة               | سفارة        | واشنطن العاصمة |
| الأرجنتين                      | بعثة         | بوينس آيرس     |
| بادن، (ألمانيا)                | بعثة         | كارلسروه       |
| بافاريا، (ألمانيا)             | بعثة         | ميونخ          |
| بلجيكا                         | بعثة         | بروكسل         |
| بلغاريا                        | بعثة         | صوفيا          |
| الإمبراطورية البرازيلية        | بعثة         | ريو دي جانيرو  |
| براونشفايغ، (ألمانيا)          | بعثة         | براونشفايغ     |
| كوستاريكا                      | سفارة        | سان هوزيه      |
| كولومبيا                       | بعثة         | بوغوتا         |
| خراسان                         | وكالة سياسية | بخارى          |
| الإمبراطورية البريطانية        | سفارة        | لندن           |
| فورتمبيرغ (ألمانيا)            | بعثة         | شتوتغارت       |
| همبورغ، لوبيك، ولاية بريمن     | بعثة         | همبورغ         |
| بروسيا، (ألمانيا)              | سفارة        | برلين          |
| هسن، (ألمانيا)                 | بعثة         | دارمشتات       |
| اليونان                        | بعثة         | أثينا          |
| الدنمارك                       | بعثة         | كوبنهاغن       |
| مصر                            | بعثة         | القاهرة        |
| الإمبراطورية الإسبانية         | سفارة        | مدريد          |
| مملكة إيطاليا (1861-1946)      | سفارة        | روما           |
| الصين                          | بعثة         | بكين           |

| الدولة                        | النوع | المدينة         |
| ----------------------------- | ----- | --------------- |
| اللوكسمبورغ                   | بعثة  | مدينة لوكسمبورغ |
| المغرب                        | بعثة  | طنجة            |
| ميكلينبورغ-شفيرين (ألمانيا)   | بعثة  | شفيرين          |
| المكسيك                       | بعثة  | مدينة مكسيكو    |
| هولندا                        | بعثة  | لاهاي           |
| النرويج (تحت حكم السويد)      | بعثة  | كريستينا        |
| أولدنبورغ (ألمانيا)           | بعثة  | أولدنبورغ       |
| باراغواي                      | بعثة  | أسونسيون        |
| بلاد فارس                     | بعثة  | طهران           |
| الإمبراطورية البرتغالية       | بعثة  | لشبونة          |
| مملكة رومانيا                 | بعثة  | بوخارست         |
| ساكسونيا (ألمانيا)            | بعثة  | دريسدن          |
| ساكسونيا أولتنبرغ             | بعثة  | فايمار          |
| ساكسونيا كوبرغ غوتا (ألمانيا) | بعثة  | غوتا            |
| الفاتيكان                     | بعثة  | الكرسي الرسولي  |
| مملكة صربيا                   | بعثة  | بلغراد          |
| سيام                          | بعثة  | بانكوك          |
| الإمبراطورية العثمانية        | سفارة | إسطنبول         |
| أوروغواي                      | بعثة  | مونتيفيديو      |
| فرنسا                         | سفارة | باريس           |
| الجبل الأسود                  | بعثة  | ستنيي           |
| تشيلي                         | بعثة  | سانتياغو        |
| سويسرا                        | بعثة  | بيرن            |
| السويد                        | بعثة  | ستوكهولم        |
| إمبراطورية اليابان            | سفارة | إيدو            |